# المثلية الجنسية واليهودية
موضوع المثلية الجنسية واليهودية كان ولا يزال موضع خلاف داخل الطوائف اليهودية الحديثة، وأدى إلى الجدل والانقسام.

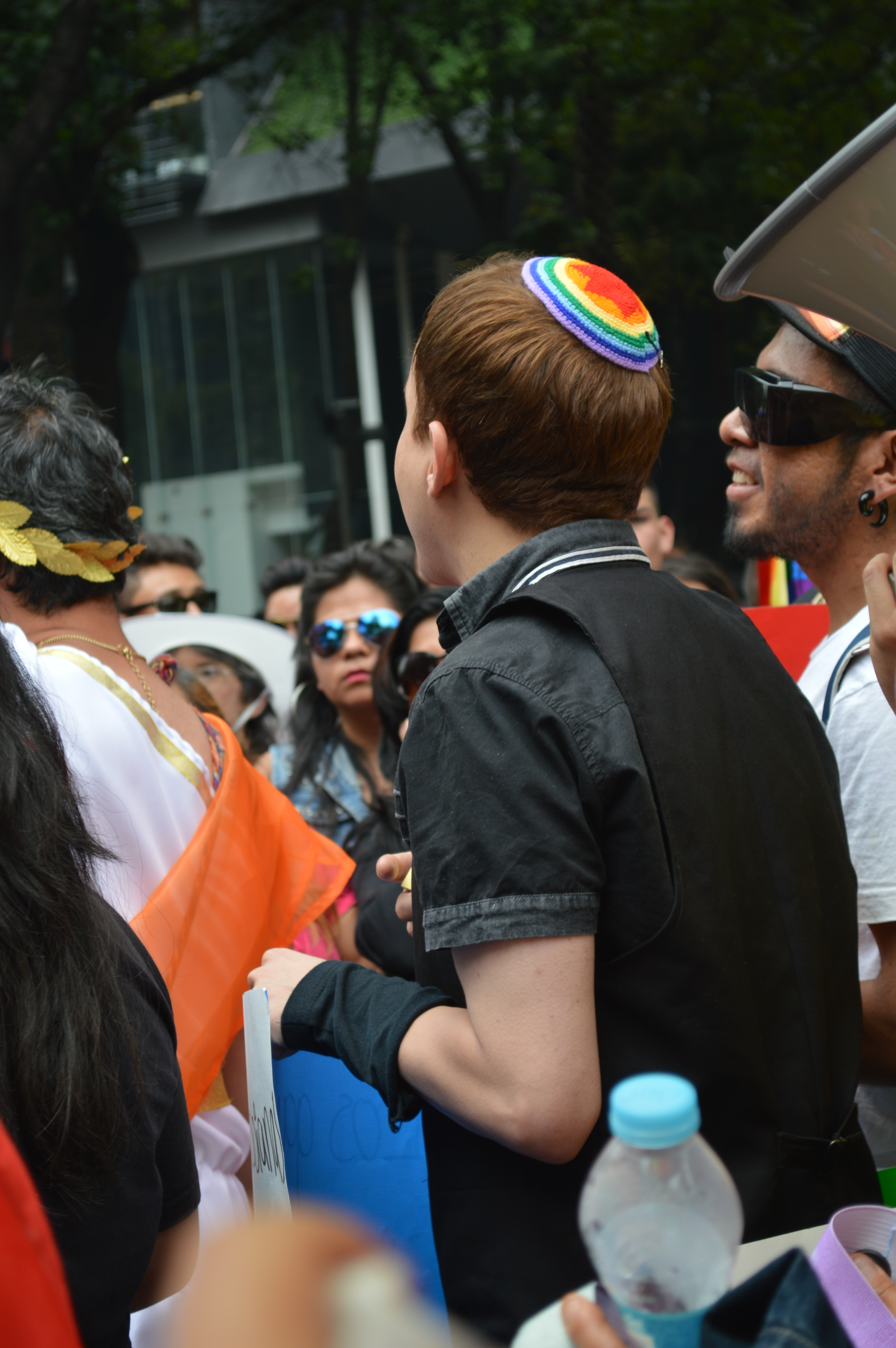
يهودي مكسيكي في مسيرة للمثليين في مكسيكو عام 2015

تقليديا، فهمت اليهودية الجماع بين الذكور مثلي الجنس على أنه مخالف لليهودية، ولا يزال هذا الرأي تحتفظ به اليهودية الأرثوذكسية.
من ناحية أخرى، فإن اليهودية الإصلاحية لا تتبنى هذا الرأي، وتسمح بممارسة الجنس المثلي والزواج من نفس الجنس.
اللجنة اليهودية المحافظة على القانون والمعايير اليهودية، التي كانت حتى ديسمبر / كانون الأول 2006 على نفس الموقف مثل الأرثوذكسية، اخرجت مؤخراً عدة آراء في إطار فلسفتها للتعددية، مع استمرار رأي واحد في اتباع الموقف الأرثوذكسي ورأي آخر يحرر بشكل كبير وجهة نظرها حول الجنس المثلي والعلاقات، مع الاستمرار في اعتبار بعض الأفعال الجنسية محظورة.
يعتبر ألن بينيت أول حاخام مثلي الجنس علنًا في الولايات المتحدة عام 1978. وكان ليونيل بلو أيضا أول حاخام بريطاني يعلن نفسه علنًا على أنه مثلي، وهو ما فعله في عام 1980 أي بعد سنتين من الن بينيت.